# قلعه کوف
قلعۀ کوف مرکز ولسوالی کوف آب در شمال شرقی کشور افغانستان است که در ولایت بدخشان قرار دارد. جمعیت این شهرک ۴٬۰۵۲ نفر است.